# Aulacobothrus sinensis
Aulacobothrus sinensis är en insektsart som först beskrevs av Boris Petrovich Uvarov 1925.  Aulacobothrus sinensis ingår i släktet Aulacobothrus och familjen gräshoppor. Inga underarter finns listade i Catalogue of Life.